# Senegal ai Giochi della XXIV Olimpiade
Il Senegal partecipò ai Giochi della XXIV Olimpiade, svoltisi a Seul, Corea del Sud, dal 17 settembre al 2 ottobre 1988, con una delegazione di 23 atleti impegnati in quattro discipline.

## Medaglie
| Medaglia | Atleta        | Sport            | Evento                  |
| -------- | ------------- | ---------------- | ----------------------- |
| Argento  | Amadou Dia Bâ | Atletica leggera | 400 m ostacoli maschili |